# Hilvan
Hilvan est une ville de Turquie dans la province de Şanlıurfa (55 km au nord de Şanlıurfa). Sa superficie est de 1 278 km2 et sa population en 2000 s'élevait à 38 411 habitants.
Les origines historiques de cette région sont peu claires, mais il semble que cette ville se soit constituée au XIXe siècle par la fixation de tribus nomades et appelée à l'époque Karcurum (ou Karacurun) (d'après la découverte d'une meule noire trouvée dans le village. Après, elle prit le nom de Hoşin (Uluyazı). Quelques tribus de la région ont conservé un mode de vie nomade, résidant dans des tentes.
Non loin de Hilwan se situe le site archéologique de Eski Hilvan, qui reste encore à fouiller et qui daterait de l'époque assyrienne. On trouve également au sommet d'une colline, un site funéraire yézidi autour duquel certains habitants continuent à enterrer leurs morts.